# Yamato Sanmyaku
Yamato Sanmyaku är ett berg i Antarktis. Det ligger i Östantarktis. Norge gör anspråk på området. Toppen på Yamato Sanmyaku är 1 926 meter över havet.
Terrängen runt Yamato Sanmyaku är huvudsakligen lite kuperad. Trakten är obefolkad. Det finns inga samhällen i närheten. 